# 沙河乡 (房县)
沙河乡，是中华人民共和国湖北省十堰市房县下辖的一个乡镇级行政单位。

## 行政区划
沙河乡下辖以下地区：
五塘村、火光村、鹰咀石村、朱家坪村、高峰村、沙河店村、白沙河村、邢家湾村、茅山村、田家湾村、竹园村和卢家坪村。